# Список монархів Бразилії
Монархи Бразилії — колишні правителі Бразилії, спочатку як королі Сполученого королівства Португалії, Бразилії й Алгарве (1815–1822), а потім як імператори незалежної Бразильської імперії (1822–1889).
До 1815 року Бразилія була колонією Португальського королівства. У колоніальну добу, починаючи з 1645 року, особа, яка представляла Корону Португалії в колонії, йменувалась принцом Бразилії. 1817 року, після створення Сполученого королівства Португалії, Бразилії й Алгарве, титул було замінено на принца королівства.
За часів Сполученого королівства у Бразилії було два монархи: королева Марія I (1815–1816) й король Жуан VI (1816–1822). Після здобуття країною незалежності Бразилія також мала двох монархів: імператори Педру I (1822–1831) і Педру II (1831–1889). 1889 року монархію було ліквідовано в результаті військового перевороту, після чого Бразилію було проголошено республікою.

## Принци Бразилії
- Теодосій (1645–1653)
- Альфонс (1653–1683)
- вакантно (1683–1689)
- Іоанн (1689–1750)
- Йосип (1750–1777)

## Королі сполученого королівства Португалії, Бразилії й Алгарве (1815–1822)
- Марія I (1734–1816), королева у 1815–1816 роках.
- Іоанн (1767–1826), король у 1816–1822 роках.

## Імператори Бразилії (1822–1889)
- Педру I (1798–1834), імператор у 1822–1831 роках.
- Педру II (1825–1891), імператор у 1831–1889 роках.